# Ходорівський повіт
Ходорівський повіт — адміністративна одиниця Бережанського округу коронного краю Королівство Галичини та Володимирії у складі Австрійської імперії.
Повіт створено в середині 1850-х років та існував до адміністративної реформи 1867 року.
Кількість будинків — 4575 (1866)
Староста (Bezirk Vorsteher): Франц Бальцер (Franz Balzer)(1866)
Громади (гміни): Бертишів, Бородчиці, Бориничі, Берездівці (містечко), Букавина і Чортория, Ходорів (містечко), Чижичі, Демидів, Добрівляни, Дроговиж, Дуліби, Дев'ятники, Голдовичі Королівські, Городище, Гранки, Грусятичі, Ятвяги, Юшківці, Кологури, Кнісело, Кути, Ляшки Горішні, Ляшки Долішні, Ліщини, Лучани, Молодинче, Молотів, Нагоринець, Новосільці, Орішківці, Острів, Отиневичі, Підгірці, Підліски, Піддністряни, Руда, Станьківці, Нові Стрілиша, Старі Стрілища, Сугрів, Тужанівці, Вовчатичі, Залісся, Загірочко, Жирова, Дегова, Долиняни, Княгиничі, Воскресінці, Помонята, Псари, Васючин, Загір'я.
1867 року після адміністративної реформи більша частина повіту відійшла до Бібрського повіту.Села: Дегова, Долиняни, Княгиничі, Воскресінці, Помонята, Псари, Васючин,та Загір'я - до Рогатинського повіту.